# The Beach Boys (álbum)
The Beach Boys é o vigésimo quinto álbum de estúdio da banda de rock norte-americana The Beach Boys, lançado em 1985. 
The Beach Boys (Brother / Caribou / CBS BFZ 39946) alcançou # 52 nos Estados Unidos durante 14 semanas e chegou a # 60 no Reino Unido.
The Beach Boys é agora emparelhados em CD com o Keepin' the Summer Alive.

## Considerações
Este álbum é notável por várias razões:
1. Foi o primeiro álbum da banda a ser gravado após a morte de Dennis Wilson.
2. Foi o primeiro dos álbuns da banda a ser lançado em CD.
3. Foi o último álbum da banda pela CBS Records (atual Sony Music).
4. Foi o primeiro álbum em que Eugene Landy foi creditado como colaborador de Brian.
5. Foi o último álbum da banda com novas composições do começo ao fim.

Todos os membros - Brian Wilson, Carl Wilson, Mike Love, Bruce Johnston, e Al Jardine - tiveram papel ativo no projeto, escrevendo várias canções novas para ele. O álbum conta com a paricipação especial de Stevie Wonder tocando bateria em "I Don't Love You", de sua autoria e Ringo Starr, tocando bateria na música "California Calling".
Embora "Getcha Back" (composta por Mike Love e seu novo parceiro musical e ex-produtor Terry Melcher), tenha sido um sucesso top 30, o álbum ficou em # 52 nos Estados Unidos, tornando-se seu maior sucesso desde o lançamento do álbum 15 Big Ones, em 1976. Depois do álbum, a CBS Records deixou o contrato com a banda terminar, e os Beach boys ficaram sem um contrato de gravação pela primeira vez em anos.
Brian Wilson contribuiu com uma canção escrita em 1982 por ele e Dennis Wilson chamada "Oh Lord", mas a canção não foi lançada. Uma cover de "At The Hop", com vocais de Mike Love foi gravada, mas também não foi lançada.

## Vídeos promocionais
Foram produzidos para promover o álbum: "Getcha Back" e "It's Gettin 'Late". Ambos os vídeos tinham em destaque um nerd estereotipado como o personagem central que socializa perto da praia. O único Beach Boy a aparecer em "It's Gettin 'Late" é Brian Wilson, que no final do vídeo pega uma concha e ouve a música "California Calling".

## Faixas
1. " Getcha Back " ( Mike Love / Terry Melcher ) – 3:02 "Getcha Back" (Mike Love / Terry Melcher) - 3:02
  - Mike Love nos vocais, w / Brian Wilson coro falsete, bem como as linhas terminando a canção
2. " It's Gettin' Late " ( Carl Wilson /Myrna Smith Schilling/Robert White Johnson) – 3:27 
  - Carl Wilson nos vocais
3. " Crack at Your Love " ( Brian Wilson / Al Jardine ) – 3:40 
  - Brian Wilson e Alan Jardine nos vocais
4. " Maybe I Don't Know " (Carl Wilson/Myrna Smith Schilling/Steve Levine/ Julian Stewart Lindsay ) – 3:54 
  - Carl Wilson nos vocais
5. " She Believes in Love Again " ( Bruce Johnston ) – 3:29 
  - Carl Wilson e Bruce Johnston nos vocais, w / Gary Moore na guitarra e synthaxe
6. " California Calling " (Al Jardine/Brian Wilson) – 2:50 
  - Mike Love e Al Jardine nos vocais, w / Ringo Starr na bateria e tímpanos
7. " Passing Friend " ( George O'Dowd /Roy Hay) – 5:00 
  - Carl Wilson nos vocais, w / Roy Hay em toda a instrumentação
8. " I'm So Lonely " (Brian Wilson/Eugene E. Landy) – 2:52 
  - Brian Wilson e Carl Wilson nos vocais
9. " Where I Belong " (Carl Wilson/Robert White Johnson) – 2:58 
  - Carl Wilson [versos] e Al Jardine [Refrão] nos vocais
10. " I Do Love You " ( Stevie Wonder ) – 4:20 
  - Carl Wilson e Al Jardine nos vocais, w / Stevie Wonder na bateria, baixo, Fender Rhodes e gaita
11. " It's Just a Matter of Time " (Brian Wilson/Eugene E. Landy) – 2:23 
  - Brian Wilson e Mike Love nos vocais
12. " Male Ego " (Brian Wilson/Mike Love/Eugene E. Landy) – 2:32 
  - Brian Wilson e Mike Love nos vocais

Esta canção foi incluída como faixa bônus em todos os lançamentos do CD "The Beach Boys" 

### Singles
- "Getcha Back" b/w "Male Ego" (Brother / Caribou), 8 maio 1985 Estados Unidos # 26
- "It's Gettin' Late" b/w "It's OK" (Brother/Caribou), 17 de Julho de 1985 Estados Unidos #82
- "She Believes in Love Again" b/w "It's Just a Matter of Time" (Caribou), 2 de Outubro de 1985"